# Brandingsvlieg
De brandingsvlieg (Helcomyza ustulata) is een vliegensoort uit de familie van de Helcomyzidae. De wetenschappelijke naam van de soort is voor het eerst geldig gepubliceerd in 1825 door Curtis.